# Transflutrina
La transflutrina és un insecticida piretroide de ràpida acció amb baixa persistència. La seva fórmula molecular és C15H₁₂Cl₂F₄O₂. Pot ser utilitzada en ambients interiors contra mosques, mosquits i arnes. És una substància relativament volàtil i actua com a agent de contacte i inhalació. Si s'utilitza contràriament a les instruccions del producte, pot causar símptomes d'enverinament incloent nerviosisme, ansietat, tremolor, convulsions, al·lèrgies de pell, esternuts, congestió nasal i irritació. És molt tòxic en medi aquàtic per a peixos i dàfnies. Sobretot en presència de nens, només s'ha d'utilitzar en espais ben ventilats. Tampoc s'ha d'utilitzar en presència de persones asmàtiques, amb problemes respiratoris o al·lèrgiques a les piretrines.